# トル・ホグネ・オーロイ
トル・ホグネ・オーロイ（Tor Hogne Aarøy、1977年3月20日 - ）は、ノルウェー・オーレスン出身の元サッカー選手。ポジションはフォワード。

## 来歴
スプイェルキャビクIL、フリッジ・オスロFKを経て、1999年から2001年までは期待の若手選手として国内王者のローゼンボリBKに所属。しかしローゼンボリでは、怪我に悩まされて実績を残すことが出来なかった。
2001年から出身地のクラブである2部のオーレスンFKに移籍し、最初のシーズンで26試合に出場、12得点を記録。翌2002年は得点ランキング2位の17得点を挙げ、オーレスンの1部昇格に大きく貢献した。2003年は1部で6得点に終わり、チームも2部降格となる。以降、オーレスンは2004年に昇格、2005年にまた降格と1年ごとの昇降格を繰り返し、オーロイも目立った実績を残せなかった。しかし、2006年に加入したブラジル人FWデデ・アンデルソン(en:Dedé Anderson)と抜群の連携を見せるようになり、2006年はオーロイが12得点、デデが14得点という大活躍でオーレスン再度の1部昇格をもたらした。2007年以降、オーレスンは1部に定着し、オーロイも活躍。2009年には、32歳にしてノルウェー代表へ初招集を受けたが、試合日程が妻の第二子出産に重なっていたため辞退した。2010年には1部でのキャリアハイとなる12得点を記録。
2011年、10年間にわたって在籍したオーレスンを離れ、初の国外クラブとなるJリーグ・ジェフユナイテッド市原・千葉へ完全移籍。
2011年3月6日のギラヴァンツ北九州戦で、2点リードの後半右CKからのボールを頭で決め、移籍後初ゴールを決めた。4月24日のFC東京戦ではマーク・ミリガンのロングスローを頭で合わせ先制点を挙げた。しかし、7月31日に行われた横浜FCで試合中に右膝前十字靭帯部分損傷によって全治3ヵ月を負ってしまったが、10月30日、徳島ヴォルティス戦で久保裕一に代わり復帰した。
2012年は、ベンチ入りが多いにもかかわらず、わずか15試合1得点で留まった。結局、同年12月15日付けて契約満了となり千葉を退団。なお、シーズン終了を持たないまま帰国した。

## 人物
204cmの長身が武器のストライカー。当時のJリーグに所属した選手としては史上最長身・Jリーグ史上初の身長2ｍ以上の選手であり、またJリーグに限らず、フィールドプレイヤーとしては世界で最も身長の高い選手であるとされる。（現在のJリーグ歴代最長身選手はガイナーレ鳥取所属の畑中槙人・205cm）
オーロイの加入を受け同J2リーグのFC東京は、急遽「オーロイ君」なるダミー人形を作成、セットプレー対策に用いたが、2得点1アシストと効果は見られなかった。この件についてライターの西部謙司は「付け焼き刃でやっても、ほとんど意味がない」とコメントしている。一方、オーロイ自身は「あの人形のことは知っているよ。上手くできているよね。モビリティは自分と変わらないと思うよ(笑)」と評価した。
日本での生活で一番不便なことについて「自分の体型にあった洋服がない」ことを挙げている。

## 所属クラブ
- 1995年 - 1997年  スプイェルキャビクIL
- 1997年 - 1999年  フリッジ・オスロFK
- 1999年 - 2001年  ローゼンボリBK
- 2001年 - 2010年  オーレスンFK
- 2011年 - 2012年  ジェフユナイテッド市原・千葉
- 2013年 - 2014年  オーレスンFK

## 個人成績
| 国内大会個人成績 | 国内大会個人成績 | 国内大会個人成績 | 国内大会個人成績 | 国内大会個人成績 | 国内大会個人成績 | 国内大会個人成績 | 国内大会個人成績 | 国内大会個人成績 | 国内大会個人成績 | 国内大会個人成績 | 国内大会個人成績 |
| 年度             | クラブ           | 背番号           | リーグ           | リーグ戦         | リーグ戦         | リーグ杯         | リーグ杯         | オープン杯       | オープン杯       | 期間通算         | 期間通算         |
| 年度             | クラブ           | 背番号           | リーグ           | 出場             | 得点             | 出場             | 得点             | 出場             | 得点             | 出場             | 得点             |
| ノルウェー       | ノルウェー       | ノルウェー       | ノルウェー       | リーグ戦         | リーグ戦         | リーグ杯         | リーグ杯         | ノルウェー杯     | ノルウェー杯     | 期間通算         | 期間通算         |
| ---------------- | ---------------- | ---------------- | ---------------- | ---------------- | ---------------- | ---------------- | ---------------- | ---------------- | ---------------- | ---------------- | ---------------- |
| 1999             | ローゼンボリ     | -                | エリテセリエン   | 1                | 0                | 1                | 0                | 0                | 0                | 2                | 0                |
| 2000             | ローゼンボリ     | 13               | エリテセリエン   | 0                | 0                | 0                | 0                | 0                | 0                | 0                | 0                |
| 2001             | オーレスン       | 9                | アデコリーガエン | 26               | 12               | 0                | 0                | 0                | 0                | 26               | 12               |
| 2002             | オーレスン       | 9                | アデコリーガエン | 30               | 17               | 0                | 0                | 4                | 2                | 34               | 19               |
| 2003             | オーレスン       | 9                | エリテセリエン   | 23               | 6                | 0                | 0                | 4                | 3                | 27               | 9                |
| 2004             | オーレスン       | 9                | アデコリーガエン | 13               | 6                | 0                | 0                | 0                | 0                | 13               | 6                |
| 2005             | オーレスン       | 9                | エリテセリエン   | 20               | 4                | 0                | 0                | 3                | 4                | 23               | 8                |
| 2006             | オーレスン       | 8                | アデコリーガエン | 27               | 12               | 0                | 0                | 2                | 0                | 29               | 12               |
| 2007             | オーレスン       | 8                | エリテセリエン   | 20               | 6                | 0                | 0                | 3                | 1                | 23               | 7                |
| 2008             | オーレスン       | 8                | エリテセリエン   | 26               | 9                | 0                | 0                | 4                | 4                | 30               | 17               |
| 2009             | オーレスン       | 8                | エリテセリエン   | 27               | 6                | 0                | 0                | 6                | 3                | 33               | 9                |
| 2010             | オーレスン       | 8                | エリテセリエン   | 30               | 12               | 2                | 0                | 2                | 0                | 34               | 12               |
| 日本             | 日本             | 日本             | 日本             | リーグ戦         | リーグ戦         | リーグ杯         | リーグ杯         | 天皇杯           | 天皇杯           | 期間通算         | 期間通算         |
| 2011             | 千葉             | 8                | J2               | 20               | 5                | -                | -                | 0                | 0                | 20               | 5                |
| 2012             | 千葉             | 8                | J2               | 15               | 1                | -                | -                | 1                | 0                | 16               | 1                |
| ノルウェー       | ノルウェー       | ノルウェー       | ノルウェー       | リーグ戦         | リーグ戦         | リーグ杯         | リーグ杯         | ノルウェー杯     | ノルウェー杯     | 期間通算         | 期間通算         |
| 2013             | オーレスン       | 19               | エリテセリエン   | 13               | 0                | 2                | 0                |                  |                  |                  |                  |
| 2014             | オーレスン       | 19               | エリテセリエン   | 19               | 1                | 4                | 2                |                  |                  |                  |                  |
| 通算             | ノルウェー       | ノルウェー       | エリテセリエン   | 275              | 91               | 9                | 0                | 28               | 21               | 274              | 111              |
| 通算             | 日本             | 日本             | J2               | 35               | 6                | -                | -                | 1                | 0                | 36               | 6                |
| 総通算           | 総通算           | 総通算           | 総通算           | 311              | 96               | 3                | 0                | 35               | 21               | 310              | 117              |

その他の公式戦
- 2012年
  - J1昇格プレーオフ 1試合0得点